# Calçoene (gemeente)
Calçoene is een gemeente in de noordelijke Braziliaanse staat Amapá, waar in de eerste decennia van de twintigste eeuw een Russische emigrantenkolonie gevestigd was.

## Geografie

### Hydrografie
De plaats ligt aan de rivier de Calçoene die uitmondt in de Atlantische oceaan. Ook de rivieren de Amapá Grande, Caciporé, Cunani en Flechal monden uit in de Atlantische oceaan. De rivieren de Mutum en Tipiti monden uit in de Araguari, die deel uitmaakt van de gemeentegrens.

### Aangrenzende gemeenten
De gemeente grenst aan Amapá, Oiapoque, Pracuúba en Serra do Navio.

## Cultuur

### Bezienswaardigheden
- Nationaal park Cabo Orange
- Nationaal park Montanhas do Tumucumaque

#### Observatorium van Calçoene
In mei 2006 kondigden archeologen aan dat zij bij Calçoene, in het stroomgebied van de rivier de Amazone, dicht bij Frans-Guyana, een pre-koloniaal astronomisch observatorium hadden gevonden, waarvan zij de ouderdom voorlopig niet nauwkeuriger konden aangeven dan "tussen de 500 en 2000 jaar". De archeoloog Mariana Petry Cabral van het Instituut voor Wetenschappelijk en Technologisch Onderzoek van Amapá (IEPA) zei dat het cirkelvormige observatorium is opgebouwd uit 127 blokken graniet van elk 3 meter hoog.

## Verkeer en vervoer

### Wegen
Calçoene is via de hoofdweg BR-156 verbonden met Macapá, de hoofdstad van de staat Amapá.